# Morten Messerschmidt
Morten Messerschmidt, född 13 november 1980 i Frederikssund, är en dansk politiker. Messerschmidt var europaparlamentariker för Dansk Folkeparti, vald vid Europaparlamentsvalet 2014 med 465 758 personröster, vilket är det högsta antalet personröster som någonsin har lagts i Danmark. År 2022 valdes han till partiledare för Dansk Folkeparti.
Den 13 augusti 2021 dömdes Messerschmidt till 6 månaders villkorligt fängelse för förfalskning och bedrägeri, efter att han förskingrat konferensbidrag från EU. 